# CMAC FC
CMAC FC, là một câu lạc bộ bóng đá (bóng đá) ở Kampong Chhnang, Campuchia. Đội chơi ở Metfone C-League, bộ phận hàng đầu của bóng đá Campuchia.

## Đội hình hiện tại
| Số áo |           | Vị trí | Cầu thủ                      |
| ----- | --------- | ------ | ---------------------------- |
| 1     | Cambodia  | GK     | Sos Proshim                  |
| 3     | Cambodia  | DF     | Khin Voeun                   |
| 5     | Cambodia  | DF     | Kamaruddin Suhaimy (captain) |
| 6     | Cambodia  | DF     | Nuth Pitu                    |
| 8     | Cambodia  | MF     | Ouk Pheng                    |
| 9     | Cambodia  | FW     | Um Tola                      |
| 10    | Cambodia  | FW     | Un Ghi                       |
| 11    | Cambodia  | MF     | Rous Hai                     |
| 12    | Cambodia  | MF     | Prom Yaneat                  |
| 14    | Australia | MF     | Shuruma Lawrence             |

| Số áo |             | Vị trí | Cầu thủ           |
| ----- | ----------- | ------ | ----------------- |
| 15    | Cambodia    | DF     | Kroch Mol         |
| 17    | Cambodia    | MF     | Sin Mony Udom     |
| 18    | Cambodia    | MF     | Keo Udom          |
| 20    | Cambodia    | DF     | Sorn Sophinna     |
| 22    | Cambodia    | GK     | Nhem Slayman      |
| 34    | Japan       | FW     | Nobuki Nori       |
| 35    | Cambodia    | FW     | Va Bottroi        |
| 42    | Ghana       | FW     | Michael Osei Tutu |
| 43    | Nigeria     | DF     | Kingsley Amamchuk |
| 54    | South Korea | MF     | An Seoung-eun     |